# Franco Cervi
Franco Cervi (San Lorenzo, Provincia de Santa Fe, Argentina; 26 de mayo de 1994) es un futbolista argentino que juega como centrocampista en el Celta de Vigo de la Primera División de España.

## Trayectoria

### Inferiores
Llegó al club con apenas 6 años y estampó su firma en los registros de Rosario Central el 7 de mayo de 2001.
Su debut en las Inferiores de AFA fue el 29 de marzo de 2008, cuando la 9.ª. División de Rosario Central perdió 2 a 0 ante Colón en la Ciudad Deportiva.
En Inferiores de AFA jugó 107 partidos desde la 9.ª hasta la 4.ª división. Pero solamente fue titular en 60 ya que en los restantes 47 ingresó desde el banco de suplentes.
Jugó 9 cotejos en 9.ª en 2008, ninguno de titular. En 2009, en 8.ª división disputó 11 partidos, de los cuales 4 partidos fueron desde el minuto inicial. En 7.ª en 2010 jugó 14, solo 3 de titular. En 6.ª en 2011 estuvo en 24 partidos y 13 de ellos de titular. Recién en 2012 en 5.ª división se ganó un lugar en el equipo, ya que jugó 28 partidos, todos ellos desde el minuto inicial. Mientras que en 4.ª de AFA este año jugó 21 partidos y 12 como titular.
En las inferiores de AFA hizo 15 goles en 107 partidos, de los cuales 60 de jugó de titular. Su primer gol en AFA fue en 7.ª, en 2010, jugando contra Tigre en condición de visitante, el partido finalizó 1-2 a favor de su equipo.
Sus buenas actuaciones lo llevaron a Reserva. En esa división Hugo Galloni lo hizo debutar el[5 de agosto de 2013 ante Quilmes en condición de local, el partido finalizó 2-0 a favor de su equipo. Jugó 15 de los 17 partidos de la Reserva, 8 fueron de titular. Marcó 5 goles: frente a River de visitante, el partido finalizó 1-1, frente a San Lorenzo en condición de local, el partido finalizó 2-2, frente a Arsenal jugando de local, en la victoria de su equipo por 3-1, frente a Belgrano en condición de visitante, partido que finalizó 4-4 y frente a Vélez jugando de local en la victoria de su equipo por 4-1. Fue una de las figuras en el Clásico de Reserva frente a Newell's, partido que ganó Rosario Central por 2 a 1 en el Estadio Gigante de Arroyito.

### Rosario Central
Debutó en la Primera División de Argentina el 9 de noviembre de 2014, en un encuentro de liga frente a Estudiantes de La Plata ingresando a los 79' en reemplazo del jugador Hernán Encina, partido que finalizó 1-0 en contra de su equipo. Después de eso jugó dos partidos más: el primero contra Racing Club de titular, en el cual Rosario Central fue derrotado por tres tantos contra ninguno y el segundo lo jugó contra Club Atlético Banfield de titular, en este partido Rosario Central venció por tres goles contra dos. Debido a sus grandes actuaciones y la llegada al club de Eduardo Coudet encontró continuidad en el equipo y siendo una de las piezas claves. Su debut en las redes no tardó en llegar, su primer gol en la Primera División de Argentina lo convirtió en condición de visitante en la primera fecha del Campeonato de Primera División 2015 jugando frente a Racing Club en la victoria de su equipo por 0-1, siendo elegido como la figura del partido.
El atacante a lo largo del 2015, se ganó el puesto entre los 11 y jugó la mayoría de los partidos como titular, siendo una revelación del fútbol argentino. En junio de 2015 varios equipos europeos comenzaron a mostrar interés en él. El Sporting de Portugal hizo una oferta por casi 6 millones de Euros, pero el equipo rosarino la rechazó, ya que quería quedarse con sus servicios mínimamente hasta diciembre de ese año. Otros clubes que mostraron interés fueron el Inter de Milán, el Porto y el Palermo. También lo quisieron equipos argentinos, pero la dirigencia de Rosario Central no vende jugadores al país.
El 17 de marzo de 2016 metió su primer gol internacional con la camiseta del canalla en la victoria 3 a 1 contra River Plate de Montevideo por la Copa Libertadores.

### Europa
El 14 de septiembre de 2015 firmó contrato con el Sport Lisboa e Benfica de Portugal por 5 millones de dólares por el 90% del pase para jugar a partir de junio de 2016.
En su debut oficial, convirtió en la victoria por 3 a 0 frente al Sporting Braga por la Supercopa de Portugal.
El 13 de septiembre de 2016 debutó en la Liga de Campeones de la UEFA, anotando un gol de rebote causado por su compatriota Eduardo Salvio.
Tras cinco años en la entidad lisboeta, el 5 de julio de 2021 fue traspasado al R. C. Celta de Vigo.
El 12 de septiembre marcó su primer gol con el conjunto vigués en el estreno del nuevo Santiago Bernabéu, donde se dieron cita el Real Madrid y el Real Club Celta de Vigo en el partido correspondiente a la jornada 4 de LaLiga. Posteriormente, se dio a conocer por sus habilidades con los festejos del club.

## Selección nacional
Fue parte de las primeras convocatorias de Lionel Scaloni como entrenador de la selección argentina. Debutó ante Guatemala el 8 de septiembre de 2018 y convirtió su único gol jugando para Argentina en la victoria ante Irak por 4 a 0 el 11 de octubre de 2018.
En total formó parte de 3 convocatorias durante el segundo semestre del 2018, jugó 4 partidos (todos entrando como suplente) y marcó un gol. En dos partidos estuvo en el banco de suplentes y no ingresó.

## Estadísticas

### Clubes
Actualizado al último partido disputado el 2 de febrero de 2025.
| Club                            | Div.          | Temporada     | Liga  | Liga  | Liga   | Copas nacionales | Copas nacionales | Copas nacionales | Copas internacionales | Copas internacionales | Copas internacionales | Total | Total | Total  |
| Club                            | Div.          | Temporada     | Part. | Goles | Asist. | Part.            | Goles            | Asist.           | Part.                 | Goles                 | Asist.                | Part. | Goles | Asist. |
| ------------------------------- | ------------- | ------------- | ----- | ----- | ------ | ---------------- | ---------------- | ---------------- | --------------------- | --------------------- | --------------------- | ----- | ----- | ------ |
| C. A. Rosario Central Argentina | 1.ª           | 2014          | 3     | 0     | 2      | —                | —                | —                | —                     | —                     | —                     | 3     | 0     | 2      |
| C. A. Rosario Central Argentina | 1.ª           | 2015          | 27    | 5     | 4      | 4                | 0                | 0                | —                     | —                     | —                     | 31    | 5     | 4      |
| C. A. Rosario Central Argentina | 1.ª           | 2016          | 12    | 0     | 1      | —                | —                | —                | 10                    | 2                     | 4                     | 22    | 2     | 5      |
| C. A. Rosario Central Argentina | Total club    | Total club    | 42    | 5     | 7      | 4                | 0                | 0                | 10                    | 2                     | 4                     | 56    | 7     | 11     |
| S. L. Benfica Portugal          | 1.ª           | 2016-17       | 26    | 2     | 5      | 8                | 3                | 2                | 7                     | 2                     | 0                     | 41    | 7     | 7      |
| S. L. Benfica Portugal          | 1.ª           | 2017-18       | 31    | 3     | 9      | 3                | 1                | 1                | 3                     | 0                     | 0                     | 37    | 4     | 10     |
| S. L. Benfica Portugal          | 1.ª           | 2018-19       | 20    | 4     | 2      | 4                | 0                | 0                | 14                    | 1                     | 3                     | 38    | 5     | 5      |
| S. L. Benfica Portugal          | 1.ª           | 2019-20       | 23    | 2     | 1      | 6                | 1                | 1                | 6                     | 1                     | 2                     | 35    | 4     | 4      |
| S. L. Benfica Portugal          | 1.ª           | 2020-21       | 14    | 0     | 0      | 5                | 1                | 1                | 2                     | 0                     | 0                     | 21    | 1     | 1      |
| S. L. Benfica Portugal          | Total club    | Total club    | 114   | 11    | 17     | 26               | 6                | 5                | 32                    | 4                     | 5                     | 172   | 21    | 27     |
| R. C. Celta de Vigo · España    | 1.ª           | 2021-22       | 33    | 4     | 4      | 3                | 2                | 1                | ―                     | ―                     | ―                     | 36    | 6     | 5      |
| R. C. Celta de Vigo · España    | 1.ª           | 2022-23       | 36    | 0     | 4      | 3                | 1                | 2                | —                     | —                     | —                     | 39    | 1     | 6      |
| R. C. Celta de Vigo · España    | 1.ª           | 2023-24       | 17    | 0     | 1      | 2                | 0                | 0                | —                     | —                     | —                     | 19    | 0     | 1      |
| R. C. Celta de Vigo · España    | 1.ª           | 2024-25       | 6     | 0     | 0      | 4                | 0                | 0                | —                     | —                     | —                     | 10    | 0     | 0      |
| R. C. Celta de Vigo · España    | 1.ª           | 2025-26       | 0     | 0     | 0      | 4                | 0                | 0                | 0                     | 0                     | 0                     | 0     | 0     | 0      |
| R. C. Celta de Vigo · España    | Total club    | Total club    | 92    | 4     | 9      | 12               | 3                | 3                | 0                     | 0                     | 0                     | 104   | 7     | 12     |
| Total carrera                   | Total carrera | Total carrera | 248   | 20    | 33     | 42               | 9                | 8                | 42                    | 6                     | 9                     | 332   | 35    | 50     |

## Palmarés

### Campeonatos nacionales
| Título                | Club          | País     | Año  |
| --------------------- | ------------- | -------- | ---- |
| Supercopa de Portugal | S. L. Benfica | Portugal | 2016 |
| Primeira Liga         | S. L. Benfica | Portugal | 2017 |
| Copa de Portugal      | S. L. Benfica | Portugal | 2017 |
| Supercopa de Portugal | S. L. Benfica | Portugal | 2017 |
| Primeira Liga         | S. L. Benfica | Portugal | 2019 |